# 쓰루미 슌스케
쓰루미 슌스케(일본어: 鶴見 俊輔, 1922년 6월 25일 ~ 2015년 7월 20일)는 일본의 철학자, 역사학자, 사회학자이다.
1922년 일본 도쿄에서 태어났다. 유년기에 미국으로 넘어가 매사추세츠주 콩코드의 미들식스 스쿨(Middlesex School)에서 수학하고 하버드 대학교에서 철학을 전공했다. 1942년 구금된 상태로 학위를 마쳤으며, 연락선으로 누나인 쓰루미 가즈코와 다케다 기요코, 마루야마 마사오 등과 함께 일본에 귀국했다.
1946년 사상의 과학 연구회를 결성하고 잡지 《사상의 과학》(思想の科学)을 창간하여 편집장을 맡았다. 1948년부터 1951년까지 교토 대학에서 강의했으며 1954년부터 도쿄 공업대학 교수로 재직했다. 1960년 5월 19일 기시 노부스케 총리가 이끄는 자유민주당의 미일안전보장조약 표결 강행에 반발하여 30일 교수직에서 물러났다. 1961년 도시샤 대학 사회학과 교수가 되었으며, 1970년 사직했다. 2015년 7월 20일 교토에서 폐렴으로 사망했다.
저서로 《철학의 반성》(哲学の反省, 1946), 《프래그머티즘》(プラグマティズム, 1955), 《한계예술론》(限界芸術論, 1967) 등이 있다.

## 저서
- 《戦時期日本の精神史 1931〜1945年》. 岩波書店. 1982. ISBN 9784000011570.
  - 쓰루미 슌스케 (2005년 8월 10일). 《전향: 쓰루미슌스케의 전시기 일본정신사 강의 1931~1945》. 번역 최영호. 논형. ISBN 9788990618146.
- 《思い出袋》. 岩波書店. 2010. ISBN 9784004312345.
  - 쓰루미 슌스케 (2024년 3월 28일). 《전쟁의 소문 속에 살았다: 여든 살 반전의 사상가가 회고하는 일본》. 번역 김성민. 글항아리. ISBN 9791169092142.